# Jean-Baptiste Ogée
Pour les articles homonymes, voir Ogée.
Jean-Baptiste Ogée, né le 25 mars 1728 à Chaourse (actuel département de l'Aisne) et mort le 4 janvier 1789 à Nantes, est un officier français du XVIIIe siècle, devenu en 1748 ingénieur géographe de l'administration des ponts et chaussées à Nantes.

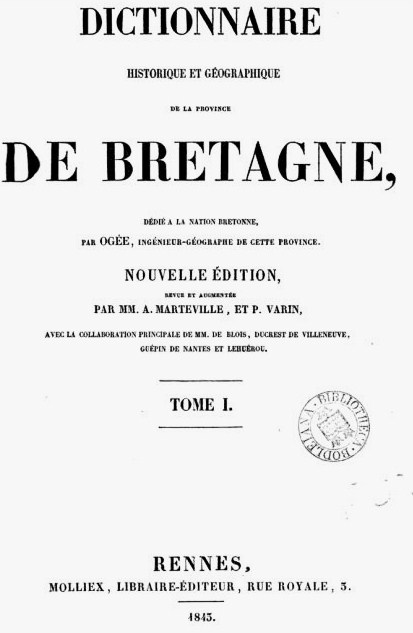
Couverture du tome 1 du Dictionnaire de Bretagne, réédition de 1843, augmentée par A. Marteville et P. Varin, disponible en ligne.

## Biographie

### Origines familiales et formation
Jean-Baptiste Ogée est le fils d’un capitaine d’infanterie de l'armée française. 

### Carrière
Lui-même entre dans l'armée, commençant sa carrière dans la gendarmerie royale. Il participe notamment à la guerre de Succession d'Autriche (1740-1748), durant laquelle il est positionné dans les Pays-Bas autrichiens, notamment dans le comté de Flandre, dont une partie (Lille, Douai, Cambrai, Dunkerque) a déjà été annexée sous le règne de Louis XIV.
En 1748, à la fin de la guerre, il entre en qualité d’ingénieur géographe dans l'administration des ponts et chaussées à Nantes, ville de la province de Bretagne (dont le chef-lieu est Rennes).
Dans les décennies qui suivent, il écrit plusieurs ouvrages consacrés à la province de Bretagne (jusqu'en 1532, duché de Bretagne).

### Mariage et descendance
Son fils François-Jean-Baptiste Ogée (1760-1846), élève de l'École des ponts et chaussées, sera architecte-voyer  de Nantes et de la Loire-Inférieure.

### Mort et funérailles
Mort le 4 janvier 1789, Jean-Baptiste Ogée est enterré le 6 janvier dans le cimetière de l'église Saint-Nicolas à Nantes, aujourd'hui disparu.

## Œuvres
- Atlas itinéraire de Bretagne, Paris, 1769 [2].
- Dictionnaire historique et géographique de la province de Bretagne en 4 volumes, Nantes, 1778-1780.
Ce livre a été complété et réédité par A. Marteville et P. Varin, Éditions Molliex, Rennes.
La version originale, numérisée en 2010 par l’Université d’Ottawa, est archivée et disponible librement en ligne : volume 1, volume 2, volume 3, volume 4 (Internet Archive), ou la nouvelle édition revue et augmentée en 1843 par A. Marteville et P. Varin pour le tome I [3] et en 1853 pour le tome II[4].
- Carte géométrique du Comté Nantais, 1768 [5].
- Carte géométrique de la Province de Bretagne dédiée et présentée à Nosseigneurs les Etats par leur très humble et très obéissant serviteur Ogée, ingénieur des Ponts et Chaussées et ingénieur géographe de la province, chez l'auteur, Nantes, 1771 [6].
L'incipit indique que : « Cette carte a été levée par ordre des Etats avec approbation du Conseil du Roy. »
C'est sur un exemplaire de cette carte que les députés bretons, le 26 février 1790, délimitèrent et approuvèrent la création des cinq nouveaux départements[7].

Carte de Bretagne par Ogée 1771 dimensions réelles : 74,5 x 53 cm carte sur toile
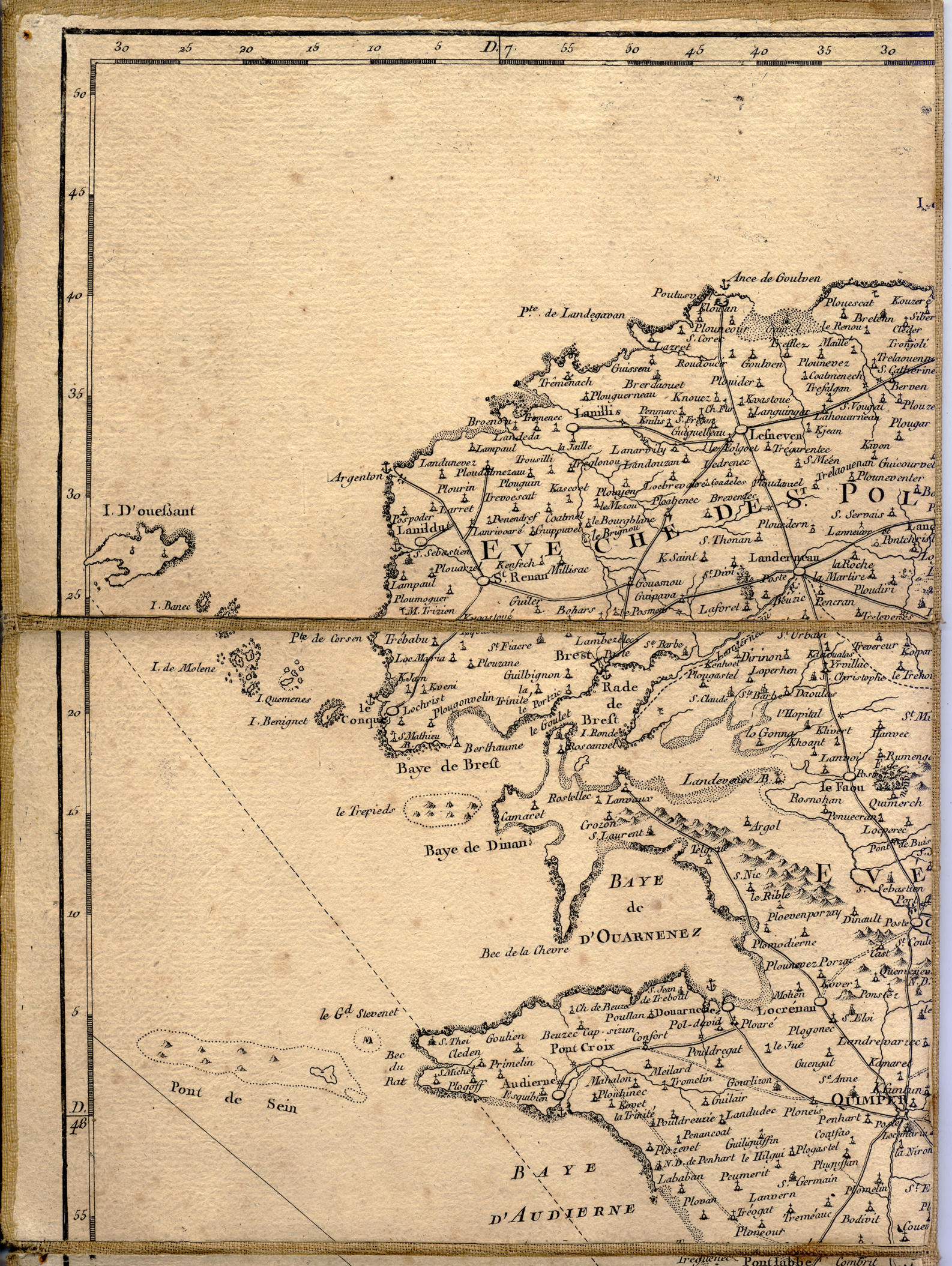
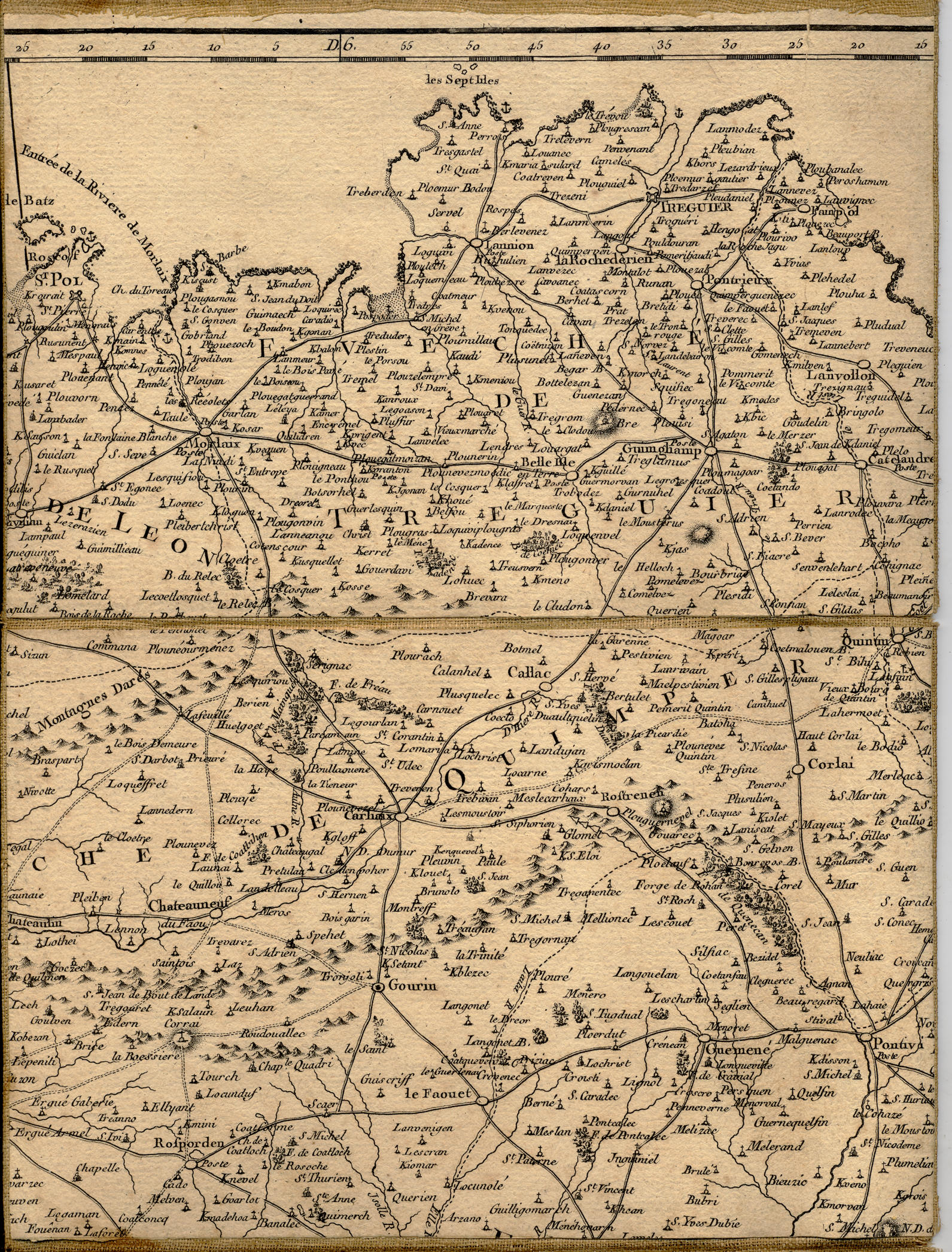
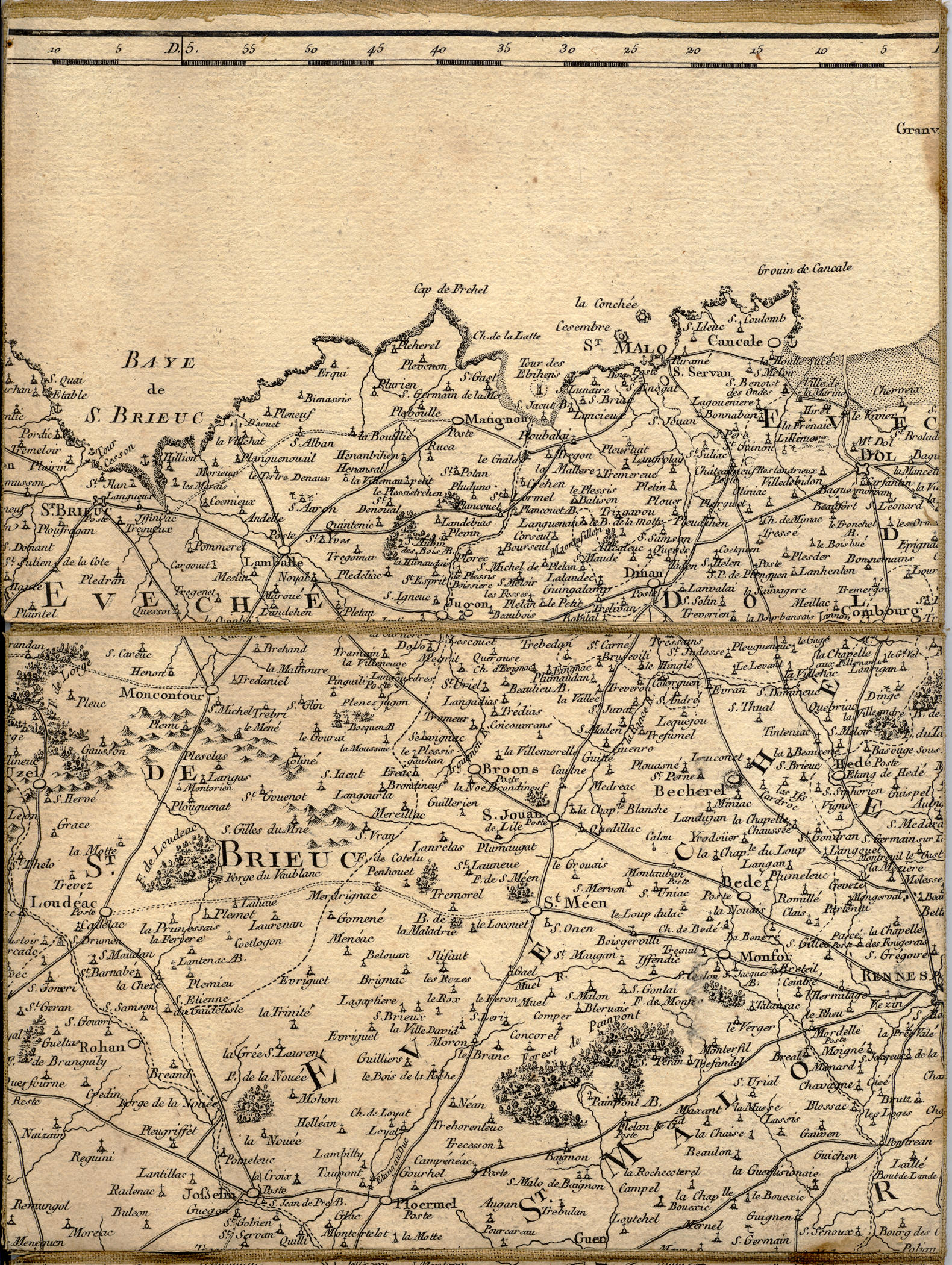
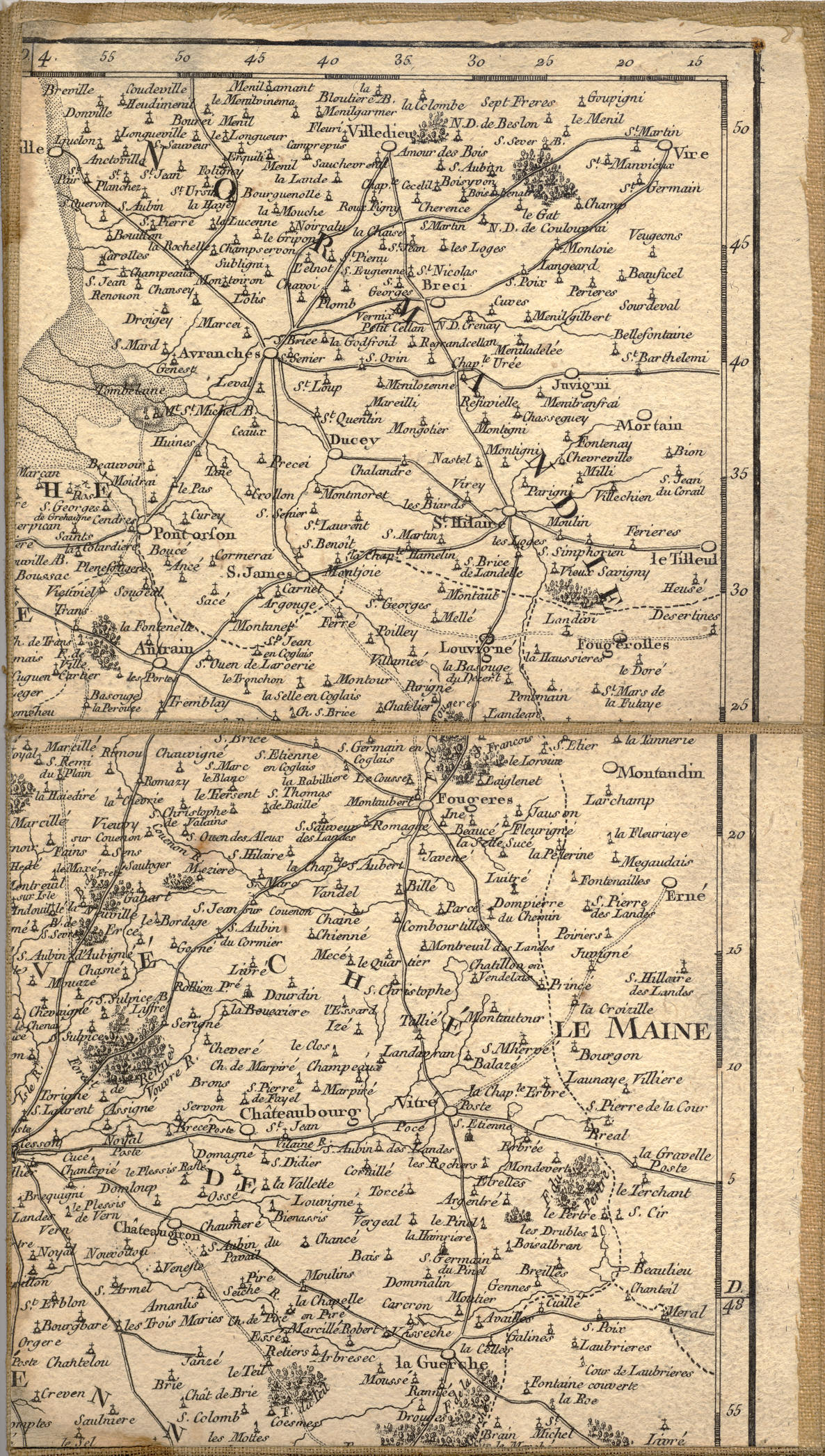
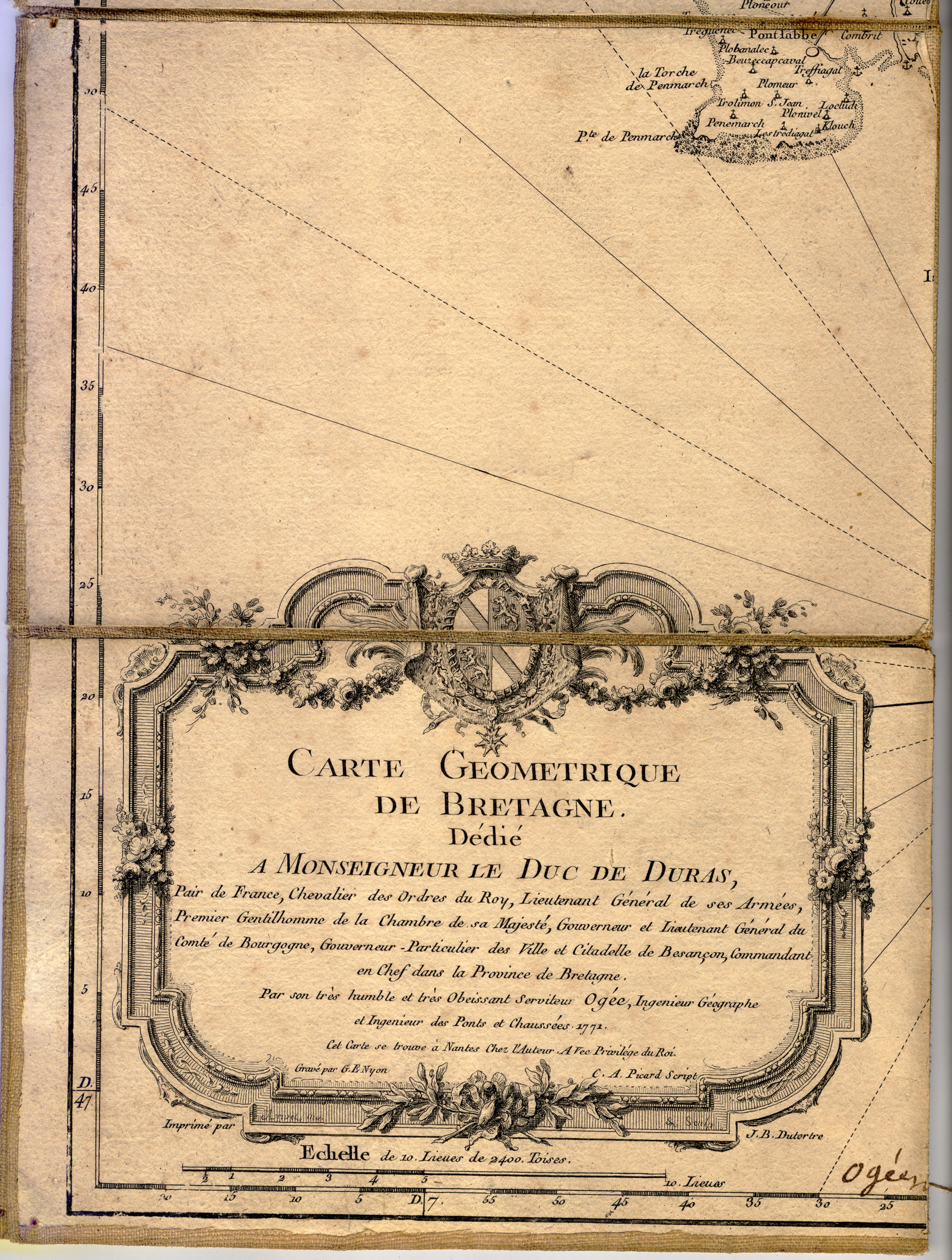
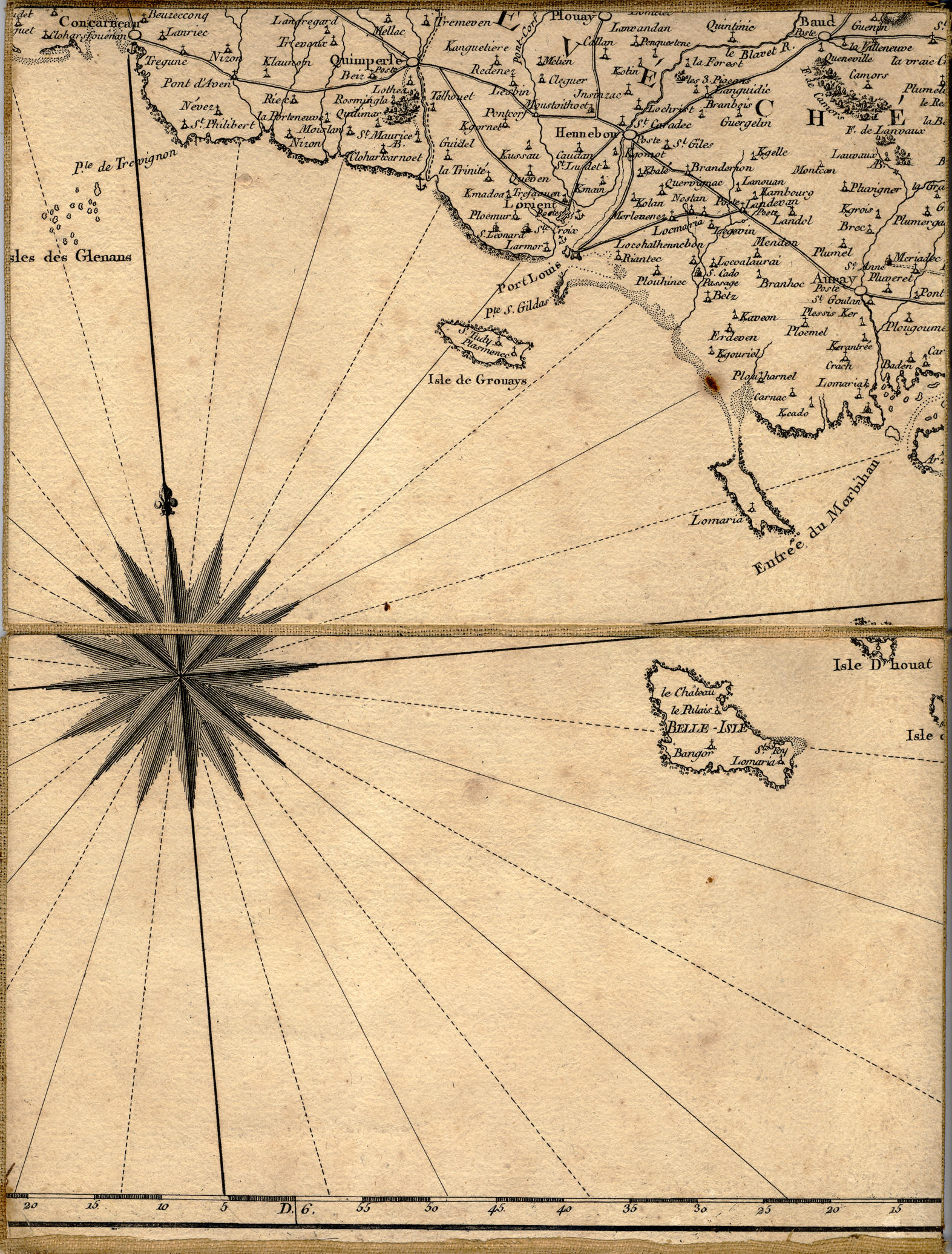
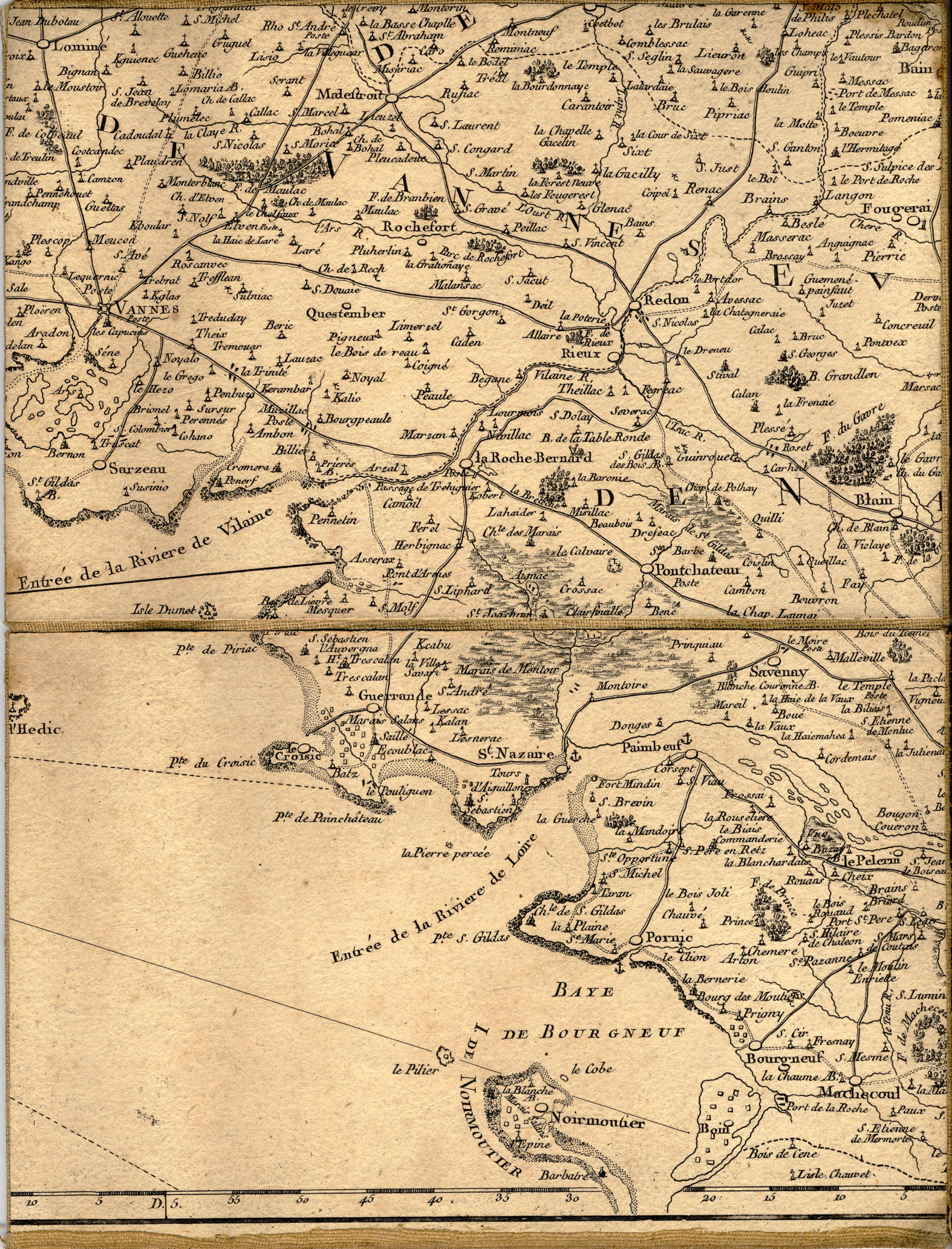
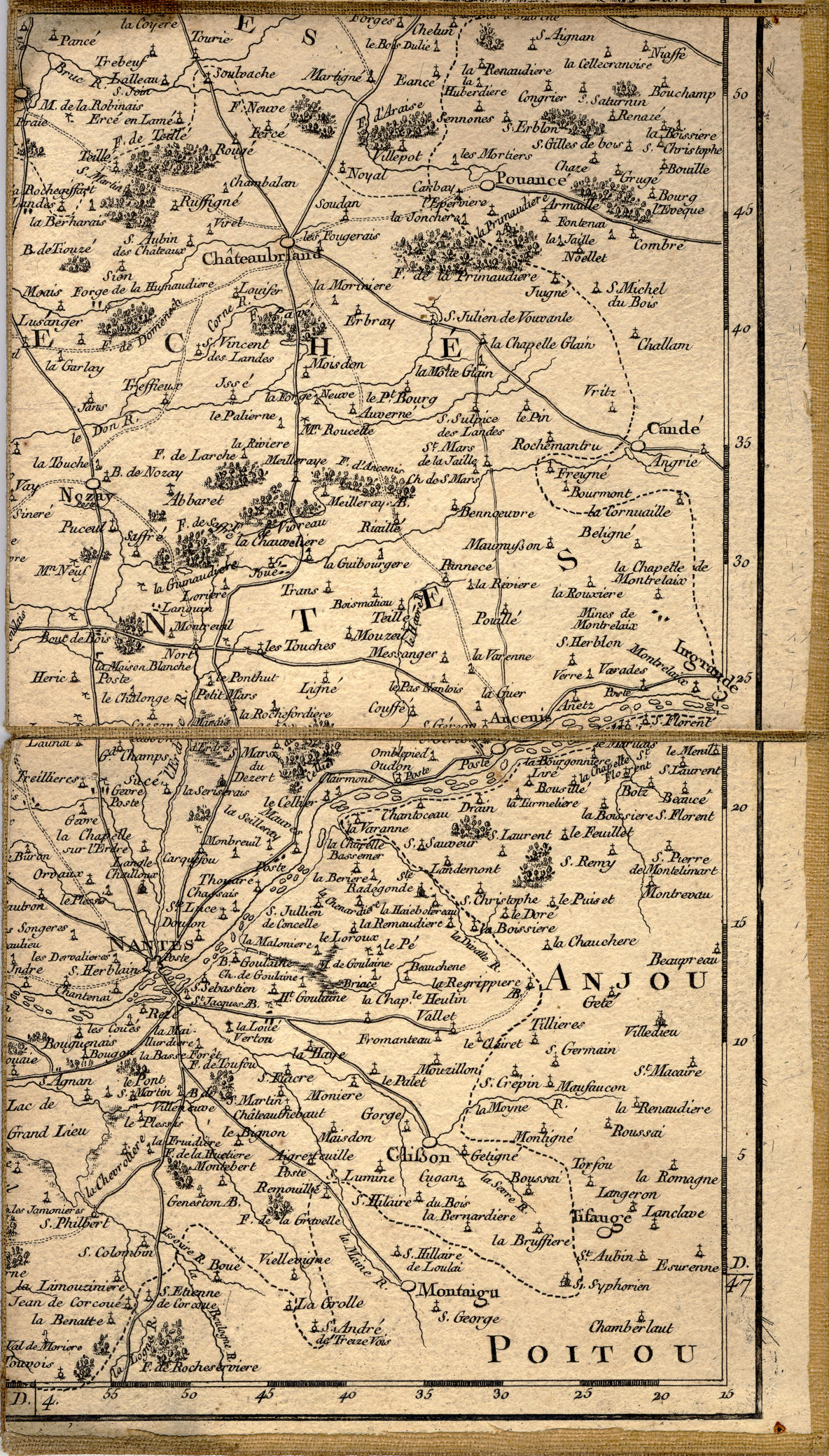